# Kimbra
Kimbra Lee Johnson (sinh ngày 27 tháng 3 năm 1990 tại Hamilton, New Zealand), còn được biết đến với nghệ danh Kimbra, là một ca sĩ, nhạc sĩ và người viết lời bài hát người New Zealand,bắt đầu sự nghiệp vào những năm 2000. Cô chỉ thật sự nổi tiếng và được biết đến nhiều vào năm 2011 khi Kimbra được nam ca sĩ Úc-Bỉ Gotye mời hợp tác trong đĩa đơn đình đám "Somebody That I Used to Know". Bài hát đã mang lại danh tiếng cho cả hai người khi "Somebody That I Used to Know" đạt vị trí quán quân tại Mỹ và tiêu thụ hơn 6 triệu bản tại đây. Ngoài ra, Kimbra còn cho phát hành album phòng thu đầu tay Vows được phát hành vào năm 2011 và đạt vị trí thứ 14 trên bảng xếp hạng Billboard 200.

## Sự nghiệp âm nhạc

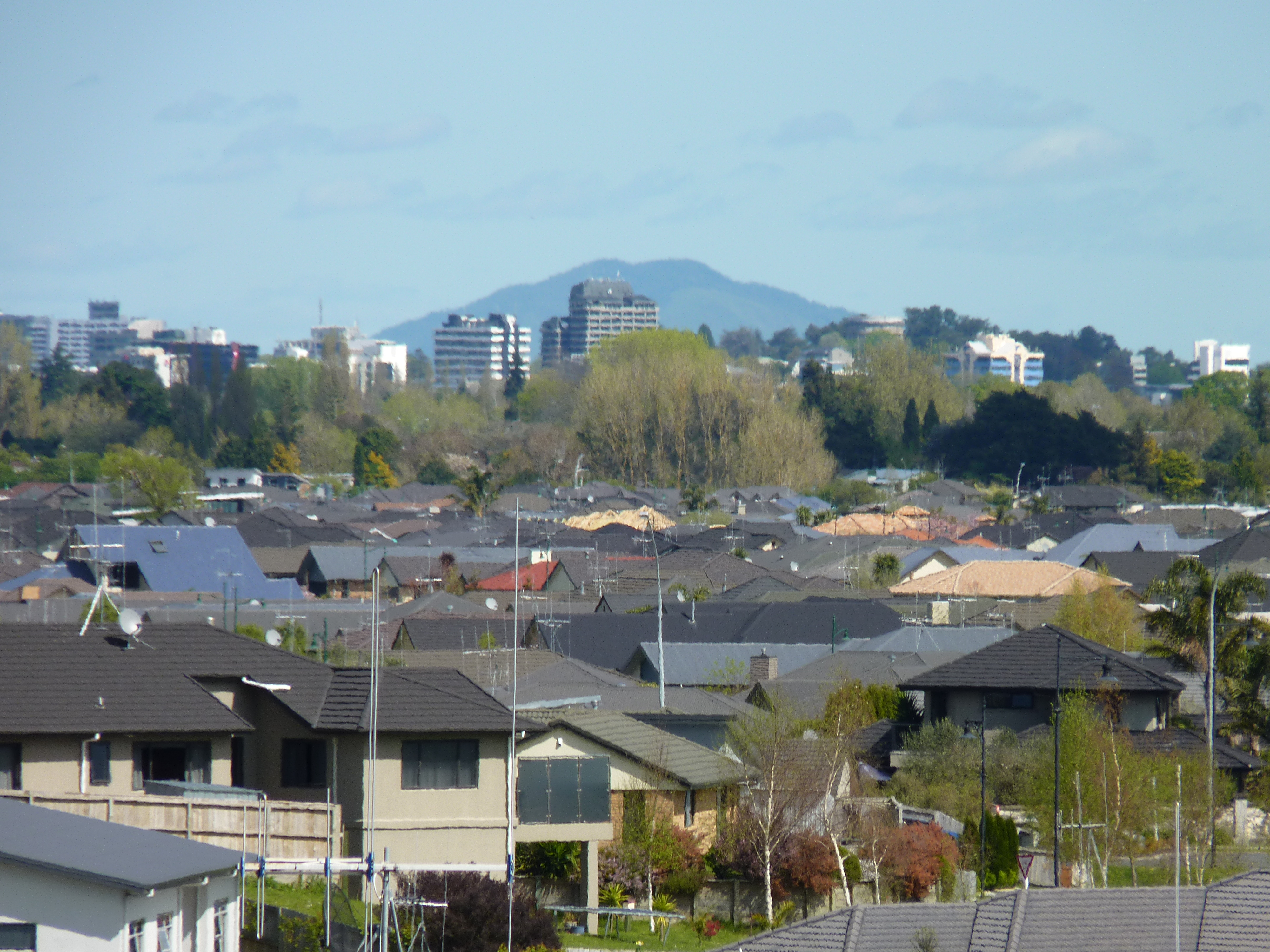
Hamilton, New Zealand là nơi mà Kimbra sinh ra và lớn lên.

### Thời thơ ấu và bắt đầu sự nghiệp
Kimbra Lee Johnson được sinh vào ngày 27 tháng 3 năm 1990 tại Hamilton và cũng được lớn lên tại đây. Cha của cô, Ken Johnson, là bác sĩ trưởng tại trung tâm sức khỏe của Đại học Waikato, và mẹ cô là y tá trợ giúp tại đó. Khi lên 10 tuổi, Kimbra bắt đầu viết các bài hát. Vào năm 12 tuổi, Kimbra xuất hiện lần đầu trên sân khấu và biểu diễn các bài nhạc bằng ghi-ta (mặc dù cô không hát). Kimbra đã theo học tại Trường trung học Hillcrest và tham gia cuộc thi âm nhạc tại trường trong cả ba năm và đạt giải nhì khi cô mới 14 tuổi. Sau đó, Kimbra đã quay một video âm nhạc mang tên "Smile" cho chương trình thiếu nhi What Now tại New Zealand. Năm 2000 (lúc Kimbra lên 10 tuổi), cô đã biểu diễn quốc ca của New Zealand tại giải đấu NPC trước 27.000 người. Năm 2007, sau khi đạt giải "Nghệ sĩ Đột phá" trên Juice TV cho video âm nhạc "Simply on My Lips", cô đã đăng ký với hãng đĩa Forum 5 tại Melbourne, Victoria (Úc) và định cư luôn tại đây.

### Sự nghiệp phát triển vớiVowsvà "Somebody That I Used to Know"
Tháng 6 năm 2010, đĩa đơn của Kimbra mang tên "Settle Down" đã được phát hành bởi hãng đĩa Forum 5. Bài hát này đã được viết bởi Kimbra 4 năm trước đó với Francois Tétaz. Video âm nhạc cho "Settle Down" đã được đạo diễn bởi Guy Franklin. Vào ngày 10 tháng 11 năm 2010, nhóm nhạc Miami Horror đã mời Kimbra hợp tác trong đĩa đơn "I Look To You" trích từ album Illumination của họ. Đầu năm 2011, bài hát "Cameo Lover" của Kimbra đã chiến thắng cuộc thi Những người viết bài hát Trẻ của Vanda.
Sau đó, nam ca sĩ gốc Úc-Bỉ đã mời Kimbra hợp tác cùng với anh ấy trong đĩa đơn đình đám "Somebody That I Used to Know". Đĩa đơn đã được phát hành vào ngày 5 tháng 7 năm 2011 tại Úc, New Zealand và sau đó, năm 2012, bài hát được phát hành tại Mỹ. "Somebody That I Used to Know" đã đem lại danh tiếng cho cả Gotye lẫn Kimbra khi bài hát xếp hạng quán quân tại Mỹ, Úc, Bỉ, Canada, Đan Mạch, Pháp, Đức, Ý, New Zealand, Liên hiệp Anh và rất nhiều quốc gia khác. "Somebody That I Used to Know" còn là đĩa đơn thành công nhất tại Mỹ năm 2012 khi bài hát đạt chứng nhận 6 lần bạch kim bởi RIAA và tiêu thụ hơn 6 triệu bản tại đây.
Album phòng thu đầu tay của Kimbra, Vows được phát hành vào tháng 8 năm 2011. Album mặc dù không thành công lắm ở Mỹ (chỉ đạt vị trí thứ 14 trên Billboard 200) nhưng lại rất thành công tại Úc và New Zealand khi lọt vào tốp 10 bảng xếp hạng album của cả hai nước, đặc biệt đạt vị trí quán quân tại New Zealand. Album đã mang lại cho cô nhiều giải thưởng âm nhạc của Úc và New Zealand.

## Danh sách đĩa nhạc

### Album phòng thu
| Album | Chi tiết                                                                                          | Vị trí cao nhất | Vị trí cao nhất | Vị trí cao nhất | Vị trí cao nhất | Chứng nhận                             |
| Album | Chi tiết                                                                                          | Úc              | Canada          | New Zealand     | Mỹ              | Chứng nhận                             |
| ----- | ------------------------------------------------------------------------------------------------- | --------------- | --------------- | --------------- | --------------- | -------------------------------------- |
| Vows  | - Phát hành: 29 tháng 8 năm 2011 - Hãng đĩa: Warner Bros. - Định dạng: CD, tải kỹ thuật số, Vinyl | 4               | 24              | 3               | 14              | - Úc: Bạch kim - New Zealand: Bạch kim |

### Đĩa đơn
| Năm  | Đĩa đơn                                       | Vị trí cao nhất | Album                  |
| Năm  | Đĩa đơn                                       | New Zealand     | Album                  |
| ---- | --------------------------------------------- | --------------- | ---------------------- |
| 2005 | "Deep for You"                                | —               | Đĩa đơn không có album |
| 2007 | "Simply on My Lips"                           | —               | Đĩa đơn không có album |
| 2010 | "Settle Down"                                 | 37              | Vows                   |
| 2011 | "Cameo Lover"                                 | —               | Vows                   |
| 2011 | "Good Intent"                                 | —               | Vows                   |
| 2012 | "Warrior" (hợp tác với Mark Foster và A-Trak) | 22              | Vows                   |
| 2012 | "Two Way Street"                              | —               | Vows                   |
| 2012 | "Come Into My Head"                           | —               | Vows                   |

### Đĩa đơn hợp tác
| Year | Title                                      | Peak chart positions | Peak chart positions | Peak chart positions | Peak chart positions | Peak chart positions | Peak chart positions | Peak chart positions | Peak chart positions | Peak chart positions | Peak chart positions | Certifications (thresholds)                                                                       | Album                      |
| Year | Title                                      | Úc                   | Áo                   | Bỉ (Flanders)        | Canada               | Đức                  | Ireland              | New Zealand          | T. Sĩ                | LH Anh               | Mỹ                   | Certifications (thresholds)                                                                       | Album                      |
| ---- | ------------------------------------------ | -------------------- | -------------------- | -------------------- | -------------------- | -------------------- | -------------------- | -------------------- | -------------------- | -------------------- | -------------------- | ------------------------------------------------------------------------------------------------- | -------------------------- |
| 2009 | "Asleep In The Sea" (với As Tall As Lions) | —                    | —                    | —                    | —                    | —                    | —                    | —                    | —                    | —                    | —                    |                                                                                                   | You Can't Take It with You |
| 2010 | "I Look to You" (với Miami Horror)         | —                    | —                    | —                    | —                    | —                    | —                    | —                    | —                    | —                    | —                    |                                                                                                   | Illumination               |
| 2011 | "Somebody That I Used to Know" (với Gotye) | 1                    | 1                    | 1                    | 1                    | 1                    | 1                    | 1                    | 2                    | 1                    | 1                    | - Mỹ: 6× Bạch kim - Úc: 10× Bạch kim - New Zealand: 5× Bạch kim - Bỉ: 2× Bạch kim - Đức: Bạch kim | Making Mirrors             |

## Giải thưởng

### Giải Grammy
| Năm  | Đề cử / Tác phẩm                           | Giải thưởng                                            | Kết quả   |
| ---- | ------------------------------------------ | ------------------------------------------------------ | --------- |
| 2013 | "Somebody That I Used to Know" (với Gotye) | Thu âm của năm                                         | Đoạt giải |
| 2013 | "Somebody That I Used to Know" (với Gotye) | Trình diễn pop bởi nhóm nhạc/cặp song ca xuất sắc nhất | Đoạt giải |